# Le Père de la mariée (film, 1991)
Pour les articles homonymes, voir Le Père de la mariée.
Série
Le Père de la mariée 2
(1995)
Pour plus de détails, voir Fiche technique et Distribution.
Le Père de la mariée (Father of the Bride) est un film américain réalisé par Charles Shyer et sorti en 1991. Il s'agit d'une adaptation du roman du même nom d'Edward Streeter (en) paru en 1949, déjà adapté au cinéma dans Le Père de la mariée (1950) de Vincente Minnelli

## Synopsis
George Banks est un père de famille comblé, vivant à San Marino en Californie. Sa vie est chamboulée le jour où sa fille de 22 ans, Annie, lui annonce ses fiançailles avec un certain Bryan MacKenzie, américain rencontré en Italie. À contre-cœur, ce "papa poule" donne son consentement.

## Fiche technique
Sauf indication contraire, les informations mentionnées dans cette section peuvent être confirmées par la base de données cinématographiques IMDb,  présente dans la section « Liens externes ».
- Titre : Le Père de la mariée
- Titre original : Father of the Bride
- Réalisation : Charles Shyer
- Scénario : Frances Goodrich, Albert Hackett, Nancy Meyers et Charles Shyer, d'après le roman Father of the Bride d'Edward Streeter (en)
- Musique : Alan Silvestri
- Photographie : John Lindley
- Montage : Richard Marks
- Production : Carol Baum, Bruce A. Block, Jim Cruickshank, Sandy Gallin, Nancy Meyers, James Orr, Howard Rosenman (en) et Cindy Williams
- Société de production : Touchstone Pictures
- Distribution : Buena Vista Pictures Distribution
- Pays de production :  États-Unis
- Langue originale : anglais
- Format : Couleurs - 1,85:1 - Dolby
- Genre : Comédie
- Durée : 105 min
- Date de sortie :
  - États-Unis : 20 décembre 1991
  - France : 17 juin 1992

## Distribution
- Steve Martin (VF : Jacques Frantz) : George Banks
- Diane Keaton (VF : Véronique Augereau) : Nina Banks
- Kimberly Williams-Paisley (VF : Valérie Siclay) : Annie Banks
- Kieran Culkin : Matty Banks
- George Newbern  (VF : Jean-François Vlérick)  : Bryan MacKenzie
- Martin Short  (VF : Vincent Violette)  : Fronck
- B.D. Wong  (VF : Éric Missoffe)  : Howard Weinstein
- Peter Michael Goetz  (VF : Jean-Pierre Delage)  : John MacKenzie
- Kate McGregor-Stewart : Joanna MacKenzie
- Richard Portnow  (VF : Vincent Grass)  : Al
- Sarah Rose Karr : Annie (7 ans)
- David Day : Usher
- Chauncey Leopardi : Cameron
- Ed Williams  (VF : Pierre Baton)  : le prêtre
- Eugene Levy  (VF : Mario Santini)  : le chanteur